# 火野裕士
火野 裕士（ひの ゆうじ、1985年1月27日 - ）は、日本の男性プロレスラー。本名：日野 裕介（ひの ゆうすけ）。大阪府枚方市出身。血液型O型。

## 経歴
2003年
- 11月23日、KAIENTAI DOJO千葉Blue Field大会で筑前りょう太、ジョー緑山とタッグを組み、対TAKAみちのく&Hi69&KAZMA組戦でデビュー。

2005年
- ユニット「New Standard」を結成。

2006年
- プロレスリングElDoradoに参戦し、高校のレスリング部の先輩でもある辻本恭史、沖本摩幸と組んで「南京Fuckin'高校レスリング部」を結成。リングネームを先輩に合わせる形で本名に「本」を足した日野本裕介として解散まで活動する。
- 11月14日に開催されたGPWA興行にNew Standardのメンバーで出場。

2007年
- 1月7日、後楽園ホール大会にてJOE&ヤス・ウラノの保持するSTRONGEST-K TAG王座に稲松三郎とのタッグで挑戦し第4代王者となった。
- 5月6日、Blue Field大会でYOSHIYA＆MIYAWAKI組に敗れ王座から陥落。
- 7月8日、Blue Field大会でオメガに加入。

2008年
- 4月13日、後楽園ホール大会で真霜拳號を破り、第6代CHAMPION OF STRONGEST-K 王者となった。
- 5月6日、Blue Field大会でYOSHIYAを破り初防衛に成功。
- 6月12日、新宿FACE大会で円華を破り2度目の防衛に成功。
- 8月9日、千葉ポートアリーナ・サブアリーナ大会で真霜に敗れ王座から陥落。

2009年
- 11月14日、後楽園ホール大会でKAZMAの持つCHAMPION OF STRONGEST-K 王座に挑戦したが惜しくも敗れる。

2010年
- 2月、旭志織と組みKAIENTAI DOJOという名のタッグリーグ戦に優勝。
- 3月17日、新木場1st RING大会で稲松三郎と組みバラモン・シュウ&バラモン・ケイ組を破り第25代WEWハードコアタッグ王座となる。
- 4月2日、後楽園ホール大会で自身の持つWEWハードコアタッグ王座と真霜＆柏大五郎の持つSTRONGEST-K TAG王座とのダブルタイトルマッチに勝利し、第13代STRONGEST-K TAG王者となった。
- 5月5日、Blue Field大会で滝澤大志＆梶トマト組に敗れSTRONGEST-K TAG王座から陥落。
- 7月、STRONGEST-Kトーナメントを優勝で飾る。
- 8月15日、千葉ポートアリーナ・サブアリーナ大会でKAZMAを破り、第10代CHAMPION OF STRONGEST-K 王者となる。
- 11月23日、Blue Field大会で稲松を破り、初防衛に成功する。
- 12月25日、後楽園ホール大会で滝澤を破り2度目の防衛に成功。

2011年
- 3月20日、Blue Field大会で真霜＆関根龍一組に敗れWEWハードコアタッグ王座から陥落。
- 4月17日、後楽園ホール大会でクワイエット・ストームを破りCHAMPION OF STRONGEST-K 王座3度目の防衛に成功。
- 5月5日、Blue Field大会でKAZMAを破り、4度目の防衛に成功。
- 6月18日、後楽園ホール大会で真霜に敗れ、王座から陥落する。

2013年
- 10月6日、後楽園ホールで「火野裕士デビュー10周年記念自主興行 10th Anniversary Party!!」を開催。同大会では火野軍曹や日野本裕介としても出場して、さらにはΩを復活させたり盟友のクワイエット・ストームともシングルで対戦。

2014年
- 1月30日、プロレスリングFREEDOMSにGENTARO推薦選手として初参戦し、佐々木貴と対戦。3月に継続参戦を要求する。
- 1月31日、WRESTLE-1に初参戦し、KAIとのシングルに勝利する。火野はその後もWRESTLE-1の興行に定期的に参戦し、WRESTLE-1の高い壁として立ちはだかった。
- 3月13日、継続参戦を要求しているFREEDOMSで葛西純とハードコアマッチをすることが決定した。
- 3月、大阪トルネードで火野の盟友・ストームとタッグを組みザ・ビッグガンズとタイトルマッチで対戦するも、敗北。
- 5月2日、KING of FREEDOM WORLD王座保持者の佐々木貴とシングルを行い勝利して2代目王者となった。

2015年
- 9月10日、全日本プロレスの王道トーナメントに出場してベスト4に入った。
- 10月27日、KAIENTAI DOJOを退団。
- 12月31日、アイスリボンに参戦。
- 退団後はWRESTLE-1に定期参戦。

2016年
- 1月10日、征矢学の持つWRESTLE-1チャンピオンシップに挑戦し勝利を収め、火野にとってフリー転向後初のタイトル奪取となった。

2017年
- 2月5日、現役で唯一の同期である稲松三郎の引退興行でのメイン、稲松とのシングルマッチを行い勝利。しかし、同試合後にひじの手術による欠場をする。
- 8月27日、「火野裕士×大和ヒロシのビアガーデン」にて復帰を果たす。ストームとのタッグで関本大介と征矢のタッグと対戦。火野も、チョップを何十発も放つなど右肘の完調をアピールするかのような試合内容であり、結果は20分1本勝負と延長戦の5分1本勝負が、それぞれ時間切れ引き分けとなった。試合に際して火野は、「骨が神経に当たった状態で3年放置していた」と右肘の怪我について明かした。また、手術後も右肘の、しびれは完全には取れていないという。

2019年
- 1月26日、プロレスリング・ノア大阪府立体育会館大会ではストームと対戦し、12分3秒でFuckingBOMBによってフォール勝ち。試合後、火野はストームに対してモハメド・ヨネとのコンビである50・ファンキー・パワーズを解消してフーリガンズに加入するように勧誘した。さらに火野は、ストームがコンビを組んでいるヨネを「変なアフロの変なヤツ」呼ばわりするなど口撃を行った。
- 3月3日、プロレスリングZERO1に入団。
- 3月10日、九州プロレスアクロス福岡大会において、九州プロレス王座を玄海から奪取。
- 9月14日、プロレスリングZERO1後楽園ホール大会において、世界ヘビー級王座を関本から奪取。

2020年
- 11月30日、プロレスリングZERO1を退団[1]。

## 得意技
筋肉スプラッシュ
Fucking BOMB
ビクターボムと同型。現在の火野のフィニッシャー。
世界一のジャーマンスープレックス
ヒノスープレックス
パワーボムの一歩手前
パワーボムの前段の動作のまま、太腿で相手の頭部を締め上げる技。
フロントスープレックス
ラリアット
火野のラリアットは、通常と叩き付けの2種類を使用する。
逆水平チョップ
キングコング・スリーパー

## 入場曲
- 初代 : Will（Y.Takeya feat.K.Doi and Yas-K） ※キングレコード「KAIENTAI DOJO」に収録
- 2代目 : Evil flame（武士 from shann） ※インディーズ・メーカー「KAIENTAI DOJO3 SUPER BEST」に収録

## タイトル歴
KAIENTAI DOJO
- CHAMPION OF STRONGEST-K王座（第6代、第10代、第13代、第19代）
- STRONGEST-K TAG王座（第4代、第13代、第19代、第27代）（パートナーは稲松三郎×3→HIROKI）
- 千葉6人タッグ王座（第2代）（パートナーはリッキー・フジ、バンビ）
- WEWハードコアタッグ王座（第25代）（パートナーは稲松三郎）
- STRONGEST-K優勝（2010年）
- BO-SOゴールデンタッグトーナメント優勝（2014年）（パートナーはHIROKI）
- K-AWARD（2010年、2012年：年間最優秀選手賞）、（2008年、2010年、2011年、2012年、2013年、2015年：年間最高試合賞シングルマッチ部門）、（2014年：年間最高試合賞タッグマッチ部門）、（2004年：新人賞）

DDTプロレスリング
- KO-D無差別級王座（第41代、第80代）
- KO-Dタッグ王座（第41代、第43代、第78代）（パートナーはヤス・ウラノ×2→大石真翔）
- KO-D6人タッグ王座（第2代、第4代、第43代、第47代）（パートナーは佐々木大輔、アントーニオ本多→アントーニオ本多、星誕期→高尾蒼馬、遠藤哲哉→大石真翔、旭志織）

プロレスリングFREEDOMS
- KING of FREEDOM WORLD王座（第2代）

WRESTLE-1
- WRESTLE-1チャンピオンシップ（第7代）
- WRESTLE-1タッグチャンピオンシップ（第4代）（パートナーはKAZMA SAKAMOTO）

プロレスリングZERO1
- 世界ヘビー級王座（第25代）
- NWAインターコンチネンタルタッグ王座（第38代、第43代）（パートナーは田中将斗→クワイエット・ストーム）
- 火祭り優勝（2019年）
- 風林火山優勝（2019年）（パートナーは岡林裕二）

九州プロレス
- 九州プロレス王座（第7代）
- 九州プロレスタッグ王座（第3代）（パートナーは筑前りょう太）

プロレスリング・ノア
- GHCタッグ王座（第47代）（パートナーはマイバッハ谷口）

## メディア出演

### テレビ
- プロレスKING（GAORA）
- 爆笑問題のバク天!（TBS）

### ラジオ
- ラジプロ!（HBCラジオ）

### CM
- ファイト千葉キャンペーン（CTC）

### DVD
- DABA HORSE LIFE GAME